# Young Chiefs
Der Young Chiefs FC (meist nur Young Chiefs) ist ein Fußballverein aus Oshakati im Norden Namibias. Der Verein spielt seit der Saison 2015/16 in Namibias höchster Spielklasse, der Namibia Premier League.